# Neoconocephalus gracilipes
Neoconocephalus gracilipes är en insektsart som först beskrevs av Bolívar, I. 1884.  Neoconocephalus gracilipes ingår i släktet Neoconocephalus och familjen vårtbitare. Inga underarter finns listade i Catalogue of Life.